# Eduard Lucas

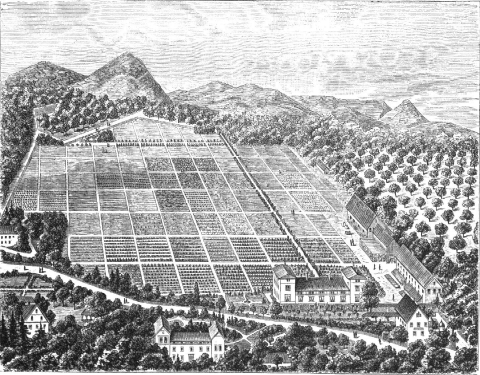
Pomologisches Institut Reutlingen, 1885

Karl Friedrich Eduard Lucas, född 17 juli 1816 i Erfurt, död 24 juli 1882 i Reutlingen, var en tysk pomolog.  
Under en anställning vid botaniska trädgården i München studerade Lucas naturvetenskap vid universitetet där. Efter några år blev han föreståndare för botaniska trädgården i Regensburg och var 1843–60 föreståndare för trädgårdsskolan vid lantbruksinstitutet i Hohenheim. Han upprättade därefter med egna medel ett pomologiskt institut i Reutlingen. Där bedrevs en för sin tid mycket god undervisning inom flera grenar av trädgårdsodling, och där utbildades unga män från olika länder. 
År 1860 stiftade Lucas tillsammans med några vänner Deutscher Pomologenverein och verkade till 1877 som en av dess ledare. Han var på sin tid en av Tysklands bästa författare på det pomologiska området. År 1854 uppsatte han tillsammans med Johann Georg Conrad Oberdieck "Monatsschrift für Pomologie und praktischen Obstbau" (senare "Deutsche Obstbauzeitung"). Tillsammans med Oberdieck (delvis även med Friedrich Jahn) utgav han det högst framstående verket Illustriertes Handbuch der Obstkunde (åtta delar och två supplement 1858–79).